# Roberto Tancredi
Roberto Tancredi (Montecatini Val di Cecina, 30 gennaio 1944) è un dirigente sportivo ed ex calciatore italiano, di ruolo portiere.

## Carriera

Il calcio di rigore parato da Tancredi in Juventus-Pécsi Dózsa (2-0) di Coppa delle Fiere 1970-1971

Arrivò nelle giovanili della Juventus nel 1959, proveniente dalla squadra Allievi del Solvay Rosignano, vincendo il titolo di campione d'Italia nella stagione 1962-1963 con la squadra Juniores bianconera. Fu quindi ceduto in prestito al Siracusa, in Serie C, dove contribuì alla salvezza della squadra siciliana nel campionato 1964-1965. L'annata successiva passò al Potenza, in Serie B, per poi tornare in Serie C con la Sambenedettese dove rimase per due stagioni. Nell'estate del 1968 ritornò a Torino, dove disputò una prima stagione da terzo portiere, dietro ad Anzolin e Sarti.
L'annata successiva Sarti si ritirò, mentre il titolare Anzolin venne confermato. Sfruttando un infortunio di questo ultimo, Tancredi giocò titolare una gara nell'estate del 1969 contro l'Ajax di Johan Cruijff, vicecampione d'Europa, guadagnandosi l'apprezzamento dei tifosi e la conferma tra i pali in attesa del convalescente Anzolin. L'esordio in campionato risale al 14 settembre 1969, nella vittoria 4-1 della Juventus sul Palermo e, dopo pochi mesi, venne confermato titolare a scapito del compagno, terminando la stagione con 25 presenze e soli 16 gol subiti.
Nell'annata 1970-1971 venne riconfermato titolare, trovandosi a fare da chioccia a una squadra ancor più acerba di lui, guidata prima da Armando Picchi e poi, dopo la malattia di questo ultimo, da Čestmír Vycpálek. Maturò anche esperienza in Europa partecipando alla Coppa delle Fiere, dove la Juventus raggiunse la finale persa contro gli inglesi del Leeds Utd, da imbattuta, unicamente per via della regola dei gol in trasferta.
Nell'estate del 1971 lasciò Torino e la maglia numero uno bianconera a Carmignani, rimanendo in Serie A e passando al Mantova. Chiuse la carriera nel 1976, dopo aver vestito le maglie della Ternana in massima categoria, del Brescia in cadetteria e infine del Livorno in terza serie.